# هانی‌اویه فالز، نیویورک
هانی‌اویه فالز (به انگلیسی: Honeoye Falls) یک منطقهٔ مسکونی در ایالات متحده آمریکا است که در نیویورک واقع شده‌است. هانی‌اویه فالز ۲٬۶۷۴ نفر جمعیت دارد و ۲۰۳٫۶۱ متر بالاتر از سطح دریا واقع شده‌است.